# Heinrich Spitta (Komponist)
Heinrich Arnold Theodor Spitta (* 19. März 1902 in Straßburg; † 23. Juni 1972 in Lüneburg) war ein deutscher Musikpädagoge, Komponist und Musikwissenschaftler.

## Leben

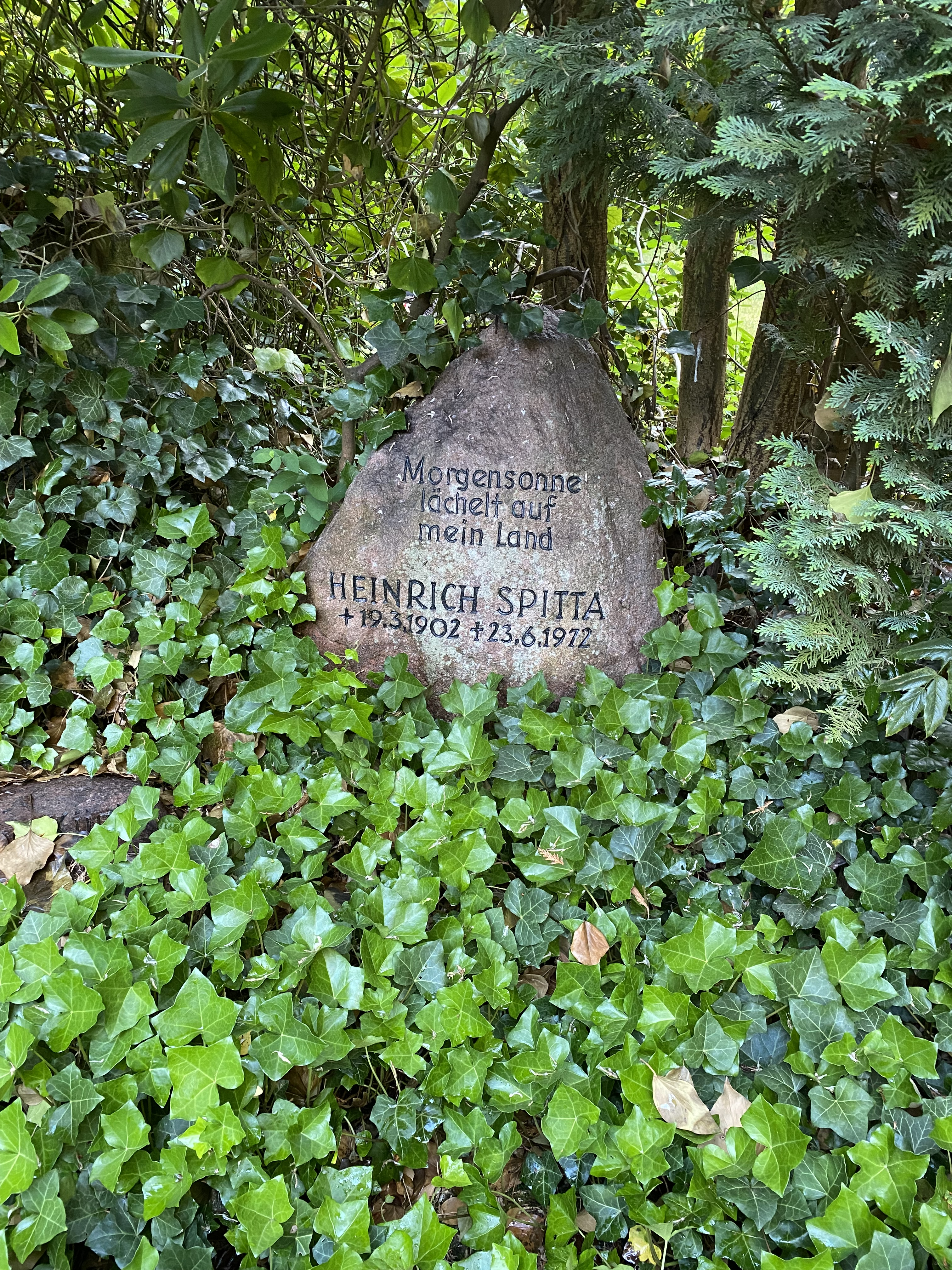
Grabstätte auf dem Zentralfriedhof Lüneburg

Heinrich Spitta stammte aus einer Musiker- und Theologenfamilie. Sein Vater war der Theologe Friedrich Spitta und sein Onkel der Musikwissenschaftler und Bach-Biograph Philipp Spitta.
Heinrich Spitta studierte bei Arnold Mendelssohn und Hermann Grabner und wurde 1927 an der Universität Göttingen mit einer Dissertation über Heinrich Schütz promoviert.
1933 unterrichtete Spitta als Lehrer an der Akademie für Kirchen- und Schulmusik in Berlin und wurde zugleich ins Kulturamt der Reichsjugendführung berufen. Er komponierte vor allem Chorwerke, die in der Feiergestaltung der Hitlerjugend zum Einsatz kamen (unter anderem Heilig Vaterland, 1934; Jahr überm Pflug, 1936). Aufgrund dieser Tätigkeit war er im Krieg teilweise uk-gestellt und in die Gottbegnadeten-Liste aufgenommen.
Ab 1950 lehrte Spitta an der Pädagogischen Hochschule in Lüneburg, ab 1957 als Professor. 1967 ging er in den Ruhestand. Spitta ruht auf dem Zentralfriedhof Lüneburg.

## Lieder
| Liedanfang                        | Dichter                        | Komponist       | Jahr |
| --------------------------------- | ------------------------------ | --------------- | ---- |
| Erde schafft das Neue             | Heinrich Spitta                | Heinrich Spitta | 1933 |
| Heilig Vaterland                  | nach Rudolf Alexander Schröder | Heinrich Spitta | 1933 |
| Lang war die Nacht                | Herbert Böhme                  | Heinrich Spitta | 1934 |
| Eine Flamme ward gegeben          | Heinrich Spitta                | Heinrich Spitta | 1934 |
| Nichts kann uns rauben            | Karl Bröger                    | Heinrich Spitta | 1935 |
| Morgensonne lächelt auf mein Land | Karl Bröger                    | Heinrich Spitta | 1935 |

## Schriften
- Heinrich Schuetz’ Orchester- und unveröffentlichte Werke. Göttingen 1927.